# Marzanoptera
Marzanoptera (лат.) — род вымерших китообразных из семейства полосатиковых, обитавших в позднем миоцене — плиоцене, включает два вида. Ископаемые остатки Marzanoptera tersillae были найдены на северо-западе Италии, а Marzanoptera bertae — в США.

## Этимология
Родовое название происходит от слова Marzano, сокращенно от San Marzanotto, места открытия голотипа скелета Marzanoptera tersillae, и греческого φτερό (крыло), обозначающего широкие и длинные предплечья полосатиковых китов. Название вида M. tersillae дано в честь Tersilla Argenta, обнаружившей останки скелета.

## Описание
Род Marzanoptera предположительно имел длину около 5 метров и характеризуется следующим уникальным сочетанием характерных признаков: чрезвычайно короткая предчелюстная кость, сильно суженный восходящий отросток верхней челюсти, отсутствие окостенения верхней части внутреннего слухового прохода, наличие толстого переднезаднего гребня (поперечного отростка, разделяющего внутренний слуховой проход и внутреннее отверстие лицевого канала), и сравнительно низкое внутреннее отверстие лицевого канала.
Филогенетический анализ, основанный на 355 состояниях признаков, оцененных по 87 таксонам, выявил гипотезу взаимоотношений для Balaenopteridae. Подтверждена монофилия всех клад уровня семейства и надсемейства, а также видов кроновых баленоптерид. Кроме того, была выделена монофилетическая группа, включающая большинство базальных таксонов талассотериев. Фауна моллюсков, связанная с этим экземпляром, была автохтонной и представляла собой остаточный комплекс окаменелостей, указывающий на экологический контекст, расположенный ниже основания штормовой волны и характеризуемый низкоэнергетическим гидродинамическим режимом. Многие акульи зубы были обнаружены в тесной связи или встроены в кости, что позволяет предположить, что два вида акул воздействовали на тушу кита.

## Marzanoptera bertae
Вид †Marzanoptera bertae (Boessenecker, 2013) был описан в 2013 году под названием Balaenoptera bertae по остаткам, найденным в Калифорнии, США (Purisima Formation, (поздний миоцен — плиоцен).

## Marzanoptera tersillae
Второй вид †Marzanoptera tersillae Bisconti et al., 2021 был описан в 2021 году на основе частичного скелета. Экземпляр голотипа № 207.13307 взят из учреждения EGPPA-MPTA (Museo Paleontologico Territoriale dell’Astigiano e del Monferrato) в Асти. Он был обнаружен в плиоценовых отложениях около San Marzanotto d’Asti (~6 км южнее Асти, Piedmont, северная Италия). Образец включает большую часть черепа с одним периотическим сочленением, семью позвонками и девятью ребрами. Marzanoptera tersillae имеет общие черты, такие как форма надзатылочной, суставной ямки чешуйчатой кости и скуловой отросток чешуйчатой кости, сходный с Marzanoptera bertae.